# Plan Ojo de Agua
Plan Ojo de Agua är en ort i Mexiko.   Den ligger i kommunen Acatepec och delstaten Guerrero, i den sydöstra delen av landet, 240 km söder om huvudstaden Mexico City. Plan Ojo de Agua ligger 1 889 meter över havet och antalet invånare är 279.
Terrängen runt Plan Ojo de Agua är bergig västerut, men österut är den kuperad. Runt Plan Ojo de Agua är det ganska glesbefolkat, med 42 invånare per kvadratkilometer. Närmaste större samhälle är Acatepec, 6,8 km väster om Plan Ojo de Agua. I omgivningarna runt Plan Ojo de Agua växer huvudsakligen savannskog.